# Bommur Agrahara, Shrirangapattana
Bommur Agrahara là một làng thuộc tehsil Shrirangapattana, huyện Mandya, bang Karnataka, Ấn Độ.